# Jasper (Texas)
Jasper is een stad in Jasper County, Texas met ongeveer 8200 inwoners. Ze ligt ongeveer 180 km ten noordoosten van Houston.
De plaats kwam op 7 juni 1998 negatief in het nieuws: de zwarte James Byrd jr. werd er door drie blanken met een ketting aan hun auto geknoopt en over drie mijl meegesleept, en daardoor vermoord. De daders, sympathisanten van de Aryan Brotherhood en de Ku Klux Klan, zouden later veroordeeld worden tot respectievelijk tweemaal de doodstraf en eenmaal levenslang.

## Plaatsen in de nabije omgeving
De onderstaande figuur toont nabijgelegen plaatsen in een straal van 40 km rond Jasper.